# I'm Your Betty
I'm Your Betty è l'album di debutto di Daniel Powter ed è stato pubblicato nel 2000 per la Outside Music.

## Tracce
1. More Than I
2. Condition
3. Guys Unknown
4. Negative Fashion
5. Legs Hang Down
6. Still Nothing
7. Breeding The Highway
8. Who's Getting Through To You
9. Ellis Dee
10. I'm Your Betty